# 安国铉
安國鉉（韓語：안국현，1992年7月23日—），韓國職業圍棋棋手，2009年入段。
2011年在第十三屆農心辛拉麵杯上連勝周睿羊五段和坂井秀至八段。
2012年戰勝劉昌赫和謝赫，進入第17屆三星財產杯16強。
2014年連勝申真諝、李康、王檄和江維傑，進入第二屆百靈杯世界圍棋公開賽四強。

## 外部連結
- 韓國棋院「안국현(安國鉉)」 （页面存档备份，存于）